# Белоглинская
Белоглинская — железнодорожная станция Ростовского региона Северо-Кавказской железной дороги, находящаяся в селе Белая Глина Белоглинского района Краснодарского края.
Расположена на двухпутной магистрали Сальск — Тихорецкая, электрифицированной переменным током.

## История и деятельность станции
Станция Белоглинская была открыта в 1899 году с окончанием строительства железнодорожной линии Царицын — Торговая — Тихорецкая
Через станцию Белоглинская проходят грузовые поезда в направлениях Сальск — Тихорецкая и обратно.
По станции осуществляется маневровая работа, имеются подъездные пути, в том числе на Белоглинский элеватор.
Через станцию Белоглинская курсируют пассажирские поезда дальнего следования, следующие из регионов Сибири, Кузбасса, Урала, Поволжья в курортные зоны Черноморского побережья (Адлер, Анапа, Новороссийск), а также на курорты Кавказских Минеральных Вод (Кисловодск, Пятигорск, Ессентуки, Минеральные Воды).
В направлении Тихорецкая — Белоглинская — Сальск пригородные электропоезда в настоящее время не курсируют.

## Дальнее сообщение
По станции курсируют следующие поезда дальнего следования:
| Круглогодичное обращение поездов | Круглогодичное обращение поездов | Круглогодичное обращение поездов | Круглогодичное обращение поездов |
| № поезда                         | Маршрут движения                 | № поезда                         | Маршрут движения                 |
| -------------------------------- | -------------------------------- | -------------------------------- | -------------------------------- |
| 127                              | Красноярск — Адлер               | 128                              | Адлер — Красноярск               |
| 129                              | Красноярск — Анапа               | 130                              | Анапа — Красноярск               |
| 325                              | Пермь — Новороссийск             | 326                              | Новороссийск — Пермь             |
| 343                              | Челябинск — Адлер                | 344                              | Адлер — Челябинск                |
| 345                              | Нижневартовск — Адлер            | 346                              | Адлер — Нижневартовск            |
| 353                              | Пермь — Адлер                    | 354                              | Адлер — Пермь                    |
| 445                              | Екатеринбург — Кисловодск        | 446                              | Кисловодск — Екатеринбург        |

| Сезонное обращение поездов | Сезонное обращение поездов      | Сезонное обращение поездов | Сезонное обращение поездов      |
| № поезда                   | Маршрут движения                | № поезда                   | Маршрут движения                |
| -------------------------- | ------------------------------- | -------------------------- | ------------------------------- |
| 205                        | Иркутск — Анапа                 | 206                        | Анапа — Иркутск                 |
| 229                        | Северобайкальск — Анапа         | 230                        | Анапа — Северобайкальск         |
| 235                        | Тында — Анапа                   | 236                        | Анапа — Тында                   |
| 243                        | Новокузнецк — Анапа             | 244                        | Анапа — Новокузнецк             |
| 451                        | Ижевск — Адлер                  | 452                        | Адлер — Ижевск                  |
| 457                        | Челябинск — Анапа               | 458                        | Анапа — Челябинск               |
| 461                        | Уфа — Адлер                     | 462                        | Адлер — Уфа                     |
| 465                        | Астрахань — Имеретинский курорт | 466                        | Имеретинский курорт — Астрахань |
| 491                        | Казань — Адлер                  | 492                        | Адлер — Казань                  |
| 503                        | Уфа — Анапа                     | 504                        | Анапа — Уфа                     |
| 505                        | Саратов — Имеретинский курорт   | 506                        | Имеретинский курорт — Саратов   |
| 509                        | Казань — Новороссийск           | 510                        | Новороссийск — Казань           |
| 519                        | Орск — Анапа                    | 520                        | Анапа — Орск                    |
| 521                        | Приобье — Новороссийск          | 522                        | Новороссийск — Приобье          |
| 537                        | Уфа — Адлер                     | 538                        | Адлер — Уфа                     |